# Recreo (Catamarca)
Recreo is een plaats in het Argentijnse bestuurlijke gebied La Paz in de provincie Catamarca. De plaats telt 13.068 inwoners.

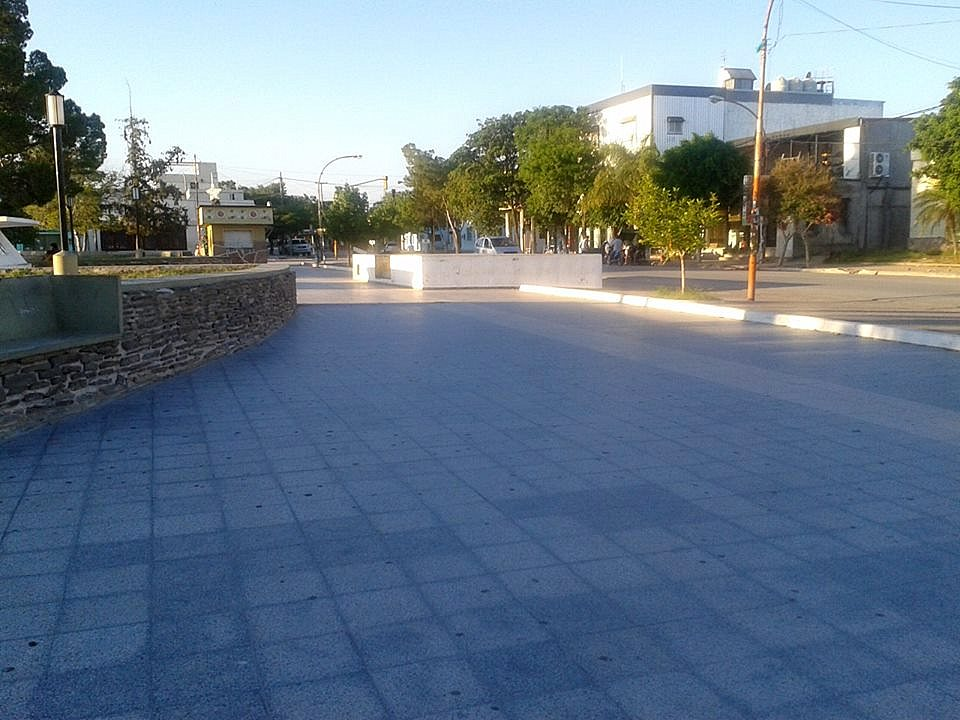
Centrum van Recrea
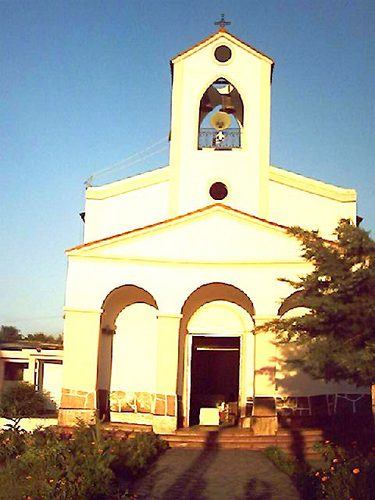
Parochiekerk San Roque